# کوپریونیتسا (نووی پازار)
کوپریونیتسا (به صربی: Koprivnica) یک منطقهٔ مسکونی در صربستان است که در نووی پازار واقع شده‌است.